# Weronika Książkiewicz
Weronika Książkiewicz, née le 21 mars 1981 à Moscou, est une actrice polonaise.

## Filmographie
- 2016: L'Ispettore Coliandro (ITA) S05E01: Natasha
- 2012: Piąty stadion: Anna
- 2011: Rezydencja: Julia Podhorecka
- 2011: Linia Życia: Patrycja Szostek
- 2011: Chichot losu: Agata
- 2011: Los numeros: Iwona
- 2011: Hotel 52: Sylwia Wilk
- 2010: Na Wspólnej: Laura Pawłowska
- 2009: Złoty środek: Kasia
- 2009: Rajskie klimaty: Marta
- 2008: Ile waży koń trojański?: Jola
- 2008: Rozmowy nocą: Weronika
- 2008: I kto tu rządzi: Ewelina
- 2008: Londyńczycy: Agnieszka
- 2008: BrzydUla: Klaudia Nowicka
- 2008: 39 i pół
- 2008: Mała Moskwa
- 2007: Prawo miasta: Jaga Sarnecka
- 2007: Dylematu 5: Nadia
- 2006: Mrok: "Pussi"
- 2006: Oficerowie:
- 2005: Zakręcone: Anna
- 2005:Karol, l'homme qui devint Pape
- 2005: Wiedźmy
- 2004-2008: Kryminalni: Kinga Tomaszko
- 2004: Clap projekt - Camerimage
- 2004: Panienki: Ania
- 2004: Stacyjka: Iga
- 2004: Talki z resztą
- 2003-2004: Glina
- 2002-2008: Samo Życie: Ewa
- 2000: Plebania: Ola
- 1999-2005: Lokatorzy: Małgorzata